# Amazon Elastic Compute Cloud
Amazon Elastic Compute Cloud (Amazon EC2) — вебсервіс, котрий надає обчислювальні потужності в хмарі. Сервіс входить в інфраструктуру Amazon Web Services.
Простий вебінтерфейс сервісу дозволяє отримати доступ до обчислювальних потужностей і налаштувати ресурси з мінімальними затратами. Він надає користувачам повний контроль над обчислювальними ресурсами, а також доступне середовище для роботи. Служба скорочує час, необхідний для отримання і завантаження нового сервера.[джерело?]